# Danilo Pantić
Danilo Pantić (en serbio:Данило Пантић; Ruma, 26 de octubre de 1996) es un futbolista serbio. Juega de centrocampista y se encuentra sin equipo.

## Clubes
| Club                          | País         | Año       |
| ----------------------------- | ------------ | --------- |
| Partizán de Belgrado          | Serbia       | 2013-2015 |
| Chelsea F. C.                 | Inglaterra   | 2015-2021 |
| S. B. V. Vitesse (cedido)     | Países Bajos | 2015-2016 |
| S. B. V. Excelsior (cedido)   | Países Bajos | 2016-2017 |
| Partizán de Belgrado (cedido) | Serbia       | 2017-2019 |
| MOL Fehérvár F. C. (cedido)   | Hungría      | 2019-2020 |
| F. K. Čukarički (cedido)      | Serbia       | 2020-2021 |
| Partizán de Belgrado          | Serbia       | 2021-2024 |

## Palmarés

### Campeonatos nacionales
| Título          | Club                 | País   | Año     |
| --------------- | -------------------- | ------ | ------- |
| Jelen Superliga | Partizán de Belgrado | Serbia | 2014-15 |
| Copa de Serbia  | Partizán de Belgrado | Serbia | 2017-18 |
| Copa de Serbia  | Partizán de Belgrado | Serbia | 2018-19 |